# 金寨県
金寨県（きんさい-けん）は中華人民共和国安徽省六安市に位置する県。

## 歴史
金寨県の歴史は長く、五千年前の人類活動の跡が残っていた。史河流域では小磨盤山・黄泥灘・古仏堂等の七カ所の遺跡が発見された。堯の時代には皋陶封地といわれ、秦には九江郡に属した。境内には峠が多く、南北朝時代にも常に重兵が駐在した。隋の初年には府兵戍守の要地であった。唐末年の黄巣農民軍の狗跡嶺も領内にあった。南宋から清の末年までも、領内には多くの反体制勢力が活動していた。1932年9月、中華民国国軍の衛立煌が域内の紅軍を駆逐したので、中華民国政府は安徽省・河南省・湖北省の境目にあるこの地域に「立煌県」を設立した。1947年9月、中国人民解放軍の劉伯承・鄧小平が軍を率い、立煌県城を落城させた。この後、「立煌県」は共産党治下の「金寨県」と改編された。

## 行政区画
- 鎮:梅山鎮、麻埠鎮、青山鎮、燕子河鎮、天堂寨鎮、古碑鎮、呉家店鎮、斑竹園鎮、湯家匯鎮、南渓鎮、双河鎮、白塔畈鎮、流波䃥鎮
- 郷:油坊店郷、長嶺郷、槐樹湾郷、花石郷、沙河郷、桃嶺郷、果子園郷、関廟郷、全軍郷、鉄沖郷

## 観光
- 天堂寨：大別山脈の主峰の一つ。麓に秀水谷がある
- 梅山ダム湖
- 響洪甸ダム湖
- 燕子河峡谷
- 天水澗
- 金寨県革命博物館、金寨県烈士記念塔、金寨県烈士記念館、紅軍記念堂等